# Nenad Protega
Nenad Protega, slovenski nogometaš, * 11. oktober 1969.
Protega je nekdanji profesionalni nogometaš, ki je igral na položaju vezista. Celotno kariero je igral za slovenske klube Slovan, Olimpijo, Svobodo, Gorico in Domžale. Skupno je v prvi slovenski ligi odigral 269 tekem in dosegel 49 golov. Z Olimpijo je osvojil naslov državnega prvaka v sezonah 1991/92, 1992/93, 1993/94 in 1994/95 ter slovenski pokal leta 1993.